# Kanton Mansle
Kanton Mansle (fr. Canton de Mansle) je francouzský kanton v departementu Charente v regionu Poitou-Charentes. Skládá se z 26 obcí.

## Obce kantonu
- Aunac
- Bayers
- Cellefrouin
- Cellettes
- Chenommet
- Chenon
- Fontclaireau
- Fontenille
- Juillé
- Lichères
- Lonnes
- Luxé
- Mansle
- Mouton
- Moutonneau
- Puyréaux
- Saint-Amant-de-Bonnieure
- Saint-Angeau
- Saint-Ciers-sur-Bonnieure
- Sainte-Colombe
- Saint-Front
- Saint-Groux
- La Tâche
- Valence
- Ventouse
- Villognon